# جون كابلان
جون كابلان (بالإنجليزية: John Kaplan)‏ هو صحفي ومصور أمريكي، ولد في 1959.